# Sommarö Liden
Sommarö Liden är en del av en halvö i Finland. Den ligger i Korsholms kommun i landskapet Österbotten, i den västra delen av landet, 400 km nordväst om huvudstaden Helsingfors. Sommarö Liden ligger på ön Vasa skärgård.